# Jermak Angarsk
 Jermak Angarsk  (russisch Ермак Ангарск) ist ein Eishockeyklub der russischen Stadt Angarsk. Die Mannschaft spielt in der zweitklassigen Wysschaja Hockey-Liga.

## Geschichte
Der Verein wurde 1960 als Trud Angarsk gegründet, bevor er 1964 in Jermak Angarsk umbenannt wurde. Er spielte lange Zeit in der zweitklassigen Wysschaja Liga, 2010 wurde er in deren Nachfolgeliga Wysschaja Hockey-Liga aufgenommen.
Jermak Angarsk fungiert als Farmteam des KHL-Teilnehmers HK Sibir Nowosibirsk.